# 醍醐丸
醍醐丸（だいごまる）は、東京都西多摩郡檜原村と東京都八王子市上恩方町そして神奈川県相模原市緑区との境にある標高867mの山である。この山で奥高尾縦走路と、笹尾根（関東ふれあいの道）が合流して陣馬山に向かう。なお八王子市の最高地点は、この市境の862.7mである。

## 山頂
東京都の奥多摩山域の代表的な山の一つで、多摩百山に選ばれている。巻き道がある。醍醐峠より2500mほどの場所にある。山頂には茶屋やトイレはない。和田峠に売店「峠の茶屋」や駐車場（70台）やトイレがある。

## 歴史
茅丸、醍醐丸などのマルは古代朝鮮語で山(神聖な山、神を祀る山、城塞の山)を意味し、西暦 4～7 世紀にかけて百済や高句麗の王族や豪族、士族を中心に、数万から十数万の人々が我が国に渡ってきた。多くは朝廷の命により関東一円に配されて住み着いたことに由来する。

## 登山
- 和田峠より醍醐丸まで登り50分、下り40分[4]。
- 直進する笹尾根縦走路・関東ふれあいの道にある生藤山。その東に位置する連行峰まで徒歩1時間10分[4]。
- 右に奥高尾縦走路を行けば、市道山まで徒歩1時間40分[4]。

## 隣接する山
- 市道山
- 和田峠
- 陣馬山（854.8m）
- 茅丸[5]（藤野町最高峰1019m）-  別名は茅丸山

## 周辺の山など
- 浅間峠 - 徒歩50分[4]
- 三国山 （960m）
- 生藤山（ 990.3m） - 徒歩25分[4]
- 陣馬山
- 高尾山

## 参照
1. ↑  “醍醐丸”.   八王子市. 2023年5月22日閲覧。
2. ↑  古来の醍醐峠は昭文社の山と高原地図や東京都の道標の示す位置は異なり、市道山南面の頸部にある。
3. ↑  “長寿の里・棡原…自然が育んだ健康の原点”.   上野原市ふるさと自然観察会. 2024年11月9日閲覧。
4. 1 2 3 4 5  山と高原地図 27.高尾・陣馬 2013 昭文社
5. ↑  “藤野15名山” (pdf).   相模原市観光協会 (2018年1月8日). 2023年6月17日閲覧。